# Нгурмпур
Нгурмпур (Ngurmbur) — австралийский изолированный язык только с одним носителем в Арнемленде, северная Австралия, с 1981. Язык может быть вымершим.
Существует версия, что нгурмбур может быть связан с изолированным умпукала, формируя вместе с ним умпукала-нгурмпурскую языковую семью. В 1997 году, однако, Николас Эванс выдвинул идею о существовании семьи Арнемленда, которая включает язык умпукала, но без языка нгурмпур.